# Herbert Witzenmann
Herbert Witzenmann (* 16. Februar 1905 in Pforzheim; † 24. September 1988 in Heidelberg) war ein deutscher Unternehmer, Philosoph, Anthroposoph und Schriftsteller. In seinen Hauptwerken beschäftigt er sich vor allem mit Fragen der Erkenntniswissenschaft und der Ästhetik.

## Leben
Herbert Witzenmann ist mit seinem jüngeren Bruder Walter als Sohn eines Pforzheimer Fabrikanten aufgewachsen. Seinen Wunsch, Pianist zu werden, konnte er wegen einer Sehnenschwäche nicht verwirklichen. 1924 begegnete er durch die Vermittlung von Walter Johannes Stein in Stuttgart Rudolf Steiner, von dem er richtungsweisende Impulse für sein Leben erhielt. 1928 veröffentlichte Witzenmann erste Gedichte; 1930 heiratete er die Lyrikerin Maria Wozak. In den 1930er Jahren studierte er unter anderem Philosophie bei Karl Jaspers an der Universität Heidelberg. Von 1938 bis 1966 wirkte er in der Geschäftsführung des Familienunternehmens – eines Herstellers von Metallschläuchen, -bälgen und Kompensatoren – mit.
Neben und nach seiner beruflichen Tätigkeit engagierte er sich in der Allgemeinen Anthroposophischen Gesellschaft. Von 1948 bis 1951 leitete er die Zeitschrift Die Drei, 1963 berief ihn Albert Steffen in den Vorstand der Allgemeinen Anthroposophischen Gesellschaft. Im Rahmen der Freien Hochschule für Geisteswissenschaft am Goetheanum in Dornach übernahm er die Leitung der „Sektion für das Geistesstreben der Jugend“ und der „Sektion für Sozialwissenschaft“. Aufgrund eines „Boykotts“ Herbert Witzenmanns – eines von ihm nicht mitgetragenen Beschlusses des Vorstands der Freien Hochschule für Geisteswissenschaft am Goetheanum von 1966/68, Editionen des Rudolf-Steiner-Nachlassvereins wieder im Goetheanum frei verkäuflich anzubieten – führte er seine Tätigkeit „im Sinne seiner Auffassung“ der Aufgabenstellung der Freien Hochschule für Geisteswissenschaft bis zu seinem Tod im Jahre 1988 innerhalb des von ihm im Jahre 1973 begründeten Seminars für Freie Jugendarbeit, Kunst und Sozialorganik fort.
In vielen seiner Werke, vor allem in der 1983 erschienenen Strukturphänomenologie – „Strukturphänomenologie“ nannte er seine Erkenntnistheorie –, geht er dem Verhältnis von Bewusstsein und Wirklichkeit nach. Im Anschluss an Rudolf Steiners Hauptwerk Die Philosophie der Freiheit beschreibt Herbert Witzenmann den menschlichen Erkenntnisvorgang als einen durch die Vereinigung von Wahrnehmung und Begriff sich vollziehenden, nicht eine vorgegebene Wirklichkeit abbildenden, sondern die Wahrheit schöpferisch erzeugenden Vorgang.